# Міжнародна організація тюркської культури
Міжнародна організація тюркської культури (ТюрКСОЙ) — міжнародна організація, що об'єднує тюркомовні країни, яка основною метою позиціює «співпрацю між тюркськими народами для збереження, розвитку і передачі майбутнім поколінням спільних матеріальних та культурних пам'яток тюркських народів».
Штаб-квартира знаходиться в Анкарі (Туреччина); генеральний директор організації — Дюсен Касеїнов (колишній міністр культури Казахстану).

## Історія

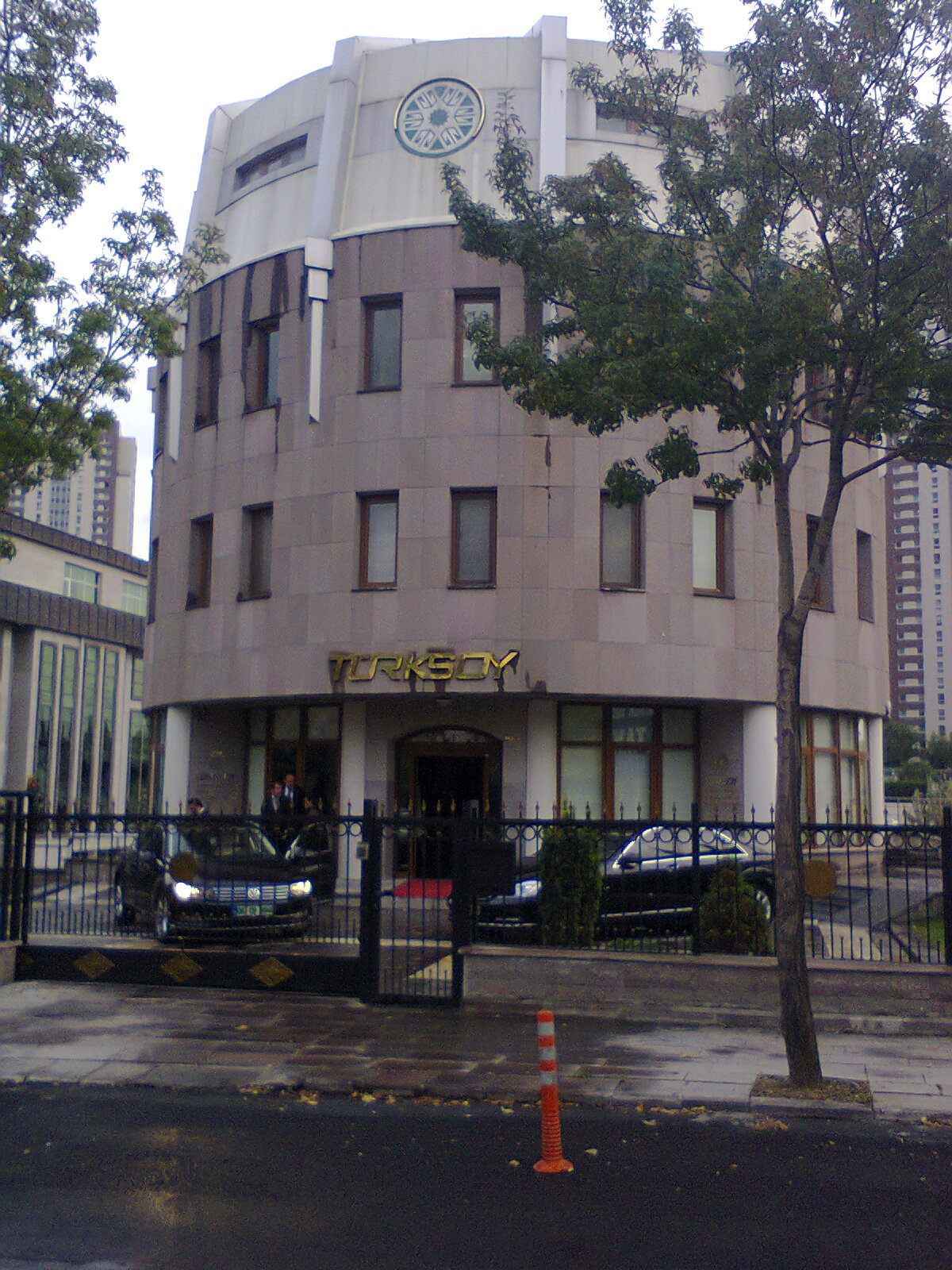
Штаб-квартира Міжнародної організації тюркської культури — ТюрКСОЙ, знаходиться в Анкарі (Туреччина).

Організацію започатоковано на зустрічах в Баку і Стамбулі протягом 1992 року, на яких міністри культури Азербайджану, Казахстану, Киргизстану, Узбекистану, Туреччини і Туркменістану заявили про свою готовність співпрацювати в рамках спільного культурного проєкту.
Наслідком угоди, підписаної 12 липня 1993 року в Алмати, стало створення Організації зі спільного розвитку тюркської культури та мистецтва (тур. Türk Kültür ve Sanatları Ortak Yönetimi, звідки й абревіатура).
1996 року розпочато офіційне співробітництво ТюрКСОЙ і ЮНЕСКО, зокрема спільні консультації і взаємне представництво.
2009 року організація отримала нинішню назву.
Того ж року ТюрКСОЙ увійшла до складу Тюркської ради, геополітичної організації тюркських країн, заснованої 3 листопада 2009 року.

## Учасники
Членами ТюрКСОЙ є 6 держав. Крім членства, низка регіонів (федеральні суб'єкти або автономні регіони третіх країн) мають статус спостерігачів.
В кінці 2015 року міністр культури Росії Володимир Мединський направив телеграму головам республік Алтай, Башкортостан, Саха (Якутія), Татарстан, Тува, Хакасія про необхідність негайно припинити контакти з Міжнародною організацією тюркської культури. Це призвело до того, що Башкортостан, Тува, Алтай, Хакасія і Якутія вийшли з організації.
| Члени        | Мова            |
| ------------ | --------------- |
| Азербайджан  | Азербайджанська |
| Казахстан    | Казахська       |
| Киргизстан   | Киргизька       |
| Туреччина    | Турецька        |
| Туркменістан | Туркменська     |
| Узбекистан   | Узбецька        |

| Спостерігачі   | Мова       |
| -------------- | ---------- |
| Башкортостан   | Башкирська |
| Гагаузія       | Гагаузька  |
| Північний Кіпр | Турецька   |
| Татарстан      | Татарська  |